# Odense Volleyball (femminile)
L'Odense Volleyball è una società pallavolistica femminile danese con sede a Odense: milita nel campionato di VolleyLigaen.

## Storia della società
Il Fortuna Odense Volley è stato fondato nel 1973, e dopo aver partecipato ai campionati minori danesi, raggiunge la VolleyLigaen durante gli anni ottanta: nel 1990 conquista il secondo posto in campionato. Nella stagione 1991-92 vince il suo primo trofeo, ossia la Coppa di Danimarca, seguita nello stesso anno dalla prima vittoria in campionato.
Negli anni successivi la squadra si mantiene ai vertici pallavolistici danesi, arrivando per lo più al secondo e terzo posto, fino al 1999, quando inizia un periodo di anonimato che dura fino al 2005 quando il Fortuna Odense torna a vincere la coppa nazionale e il campionato nell'annata successiva: col passare del tempo si riconferma ai vertici con vittorie e ottimi piazzamenti nelle competizioni danesi: questi risultati valgono anche diverse partecipazioni a competizioni europee, chiuse però senza risultati di rilievo.
Nel 2023 cambia la propria denominazione in Odense Volleyball.

## Rosa 2016-2017
| N° | Nome                 | Ruolo | Data di nascita  | Nazionalità sportiva |
| -- | -------------------- | ----- | ---------------- | -------------------- |
| 1  | Christina Michaelsen | S     | 9 settembre 1997 | Danimarca            |
| 2  | Tereza Kerpčarová    | S     | 30 aprile 1994   | Slovacchia           |
| 3  | Amalie Jørgensen     | C     | 4 luglio 2000    | Danimarca            |
| 4  | Emma Johansen        | P     | 17 luglio 1995   | Danimarca            |
| 5  | Mie Møller           | C     | 10 ottobre 1990  | Danimarca            |
| 6  | Jonna Sørensen       | S     | 6 febbraio 1998  | Danimarca            |
| 7  | Astrid Mellmølle     | S     | 26 agosto 2000   | Danimarca            |
| 8  | Berglind Jónsdóttir  | P     | 9 novembre 1995  | Islanda              |
| 9  | Petra Bellová        | L     | 14 agosto 1995   | Slovacchia           |
| 10 | Victoria Monrad-Øre  | L     | 2 dicembre 1996  | Danimarca            |
| 11 | Lea Poulsen          | C     | 20 aprile 1986   | Danimarca            |
| 12 | Mette Breuning       | C     | 10 luglio 1996   | Danimarca            |
| 13 | Laura Jensen         | S     | 12 febbraio 1995 | Danimarca            |
| 18 | Sofie Jensen         | C     | 7 agosto 1999    | Danimarca            |

## Palmarès
- Campionato danese: 5

1991-92, 2005-06, 2006-07, 2007-08, 2009-10
- Coppa di Danimarca: 7

1991-92, 1995-96, 2005-06, 2006-07, 2007-08, 2009-10, 2010-11

## Denominazioni precedenti
- 1973-2023: Fortuna Odense Volley